# 六氰合钴(III)酸银
六氰合钴(III)酸银是一种无机化合物，化学式为Ag3[Co(CN)6]，属六方晶系，具有Co-CN-Ag-NC-Co链状结构。它可由六氰合钴(III)酸钾和硝酸银反应沉淀得到，产物经过水洗、60 °C烘干，得到纯品。它是已知的晶体框架相对热膨胀率最高的物质。